# Via di Salicotto
Via di Salicotto è una via di Siena, tra le arterie principali del Terzo di San Martino.

## Storia e descrizione

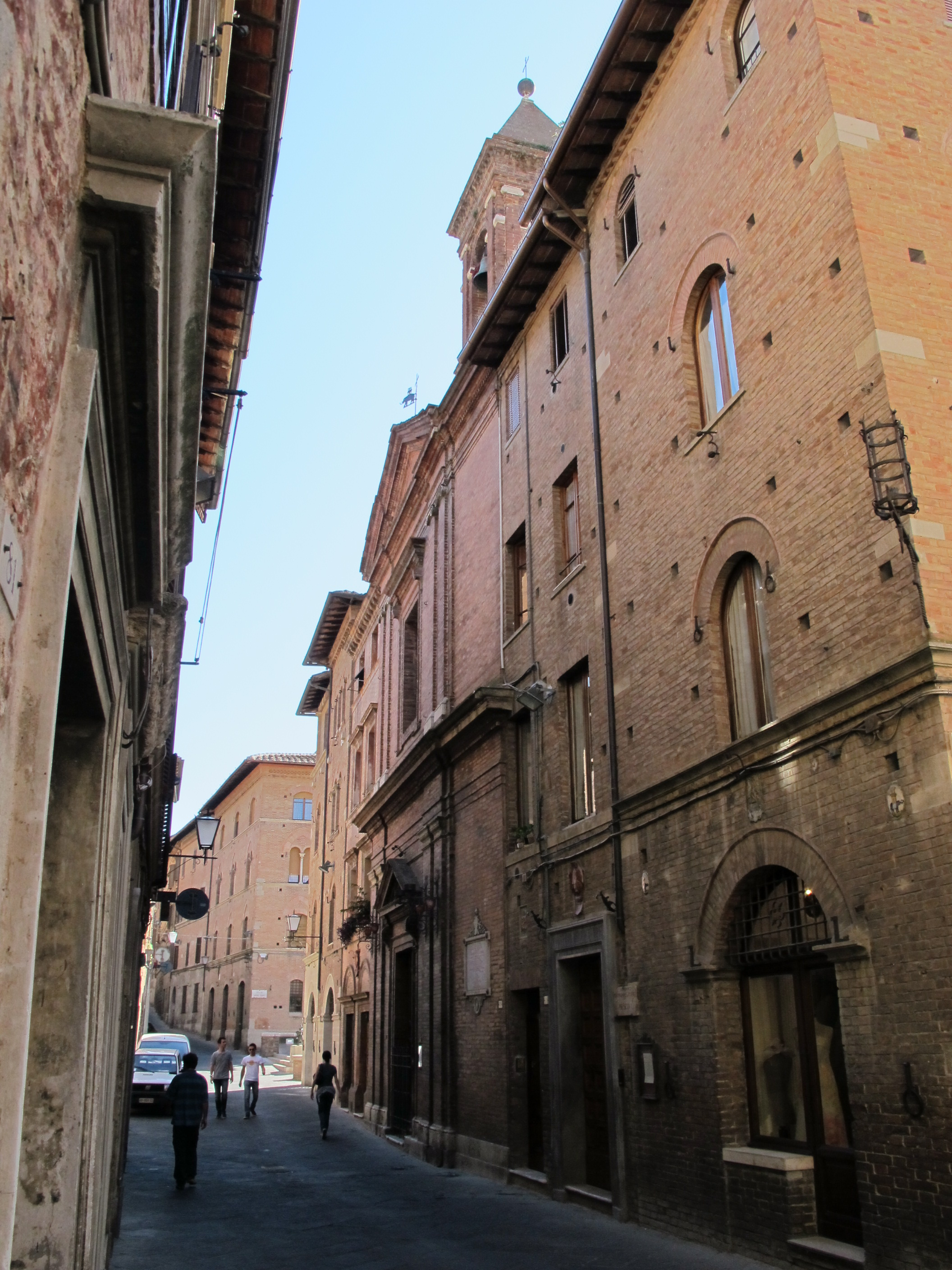
Via di Salicotto

La zona della contrada della Torre era abitata soprattutto da artigiani, specializzati in lavori della filiera laniera (come i battilana) o ancora più frequentemente della lavorazione e commercio dei generi alimentari. "Salicotto" ricorda appunto la cottura e la salatura delle carni insaccate, prevalentemente di suino. Esse venivano infatti bollite assieme a spezie ed erbe aromatiche oppure essiccate dopo la salagione. Il sale grezzo dopotutto era prodotto e stoccato proprio in dei magazzini sotto il palazzo Pubblico, raggiungibili attraverso questa strada. A ricordo, tra l'altro, dei banchi di pescivendoli, all'inizio di via di Salicotto, lato palazzo Pubblico, si legge una targa che ricorda la vendita ittica al dettaglio:
| PESCE DI FIUME A.D. MDLXXXVIIII |

La strada ha origine in piazza del Campo, a lato della cappella di Piazza, ed è inizialmente angusta. All'inizio passa tra il fianco del palazzo Pubblico e il trecentesco palazzo Petroni. Successivamente entra nell'antico ghetto, dove la comunità ebraica di Siena dovette risiedere dal 1571 al 1796, inizialmente per volere di Cosimo I de' Medici. Il borgo, un tempo fitto di case e vicoli angusti, venne in parte "bonificato" in epoca fascista durante gli anni 1930. Oggi la sinagoga si trova nelle vicinanze, nel vicolo delle Scotte.
Via di Salicotto attraversa poi la contrada della Torre, a cui appartiene l'oratorio di San Giacomo, databile al 1531-1535 e ampliato nel Seicento. Nella piazzetta che costeggia la strada si trova una "fontanina" con l'emblema della contrada opera di Mauro Berrettini del 1985.
Al n. 108 il palazzo di Baldovina Vestri conserva un'interessante scala con rampa liscia elicoidale.